# Адальберт Бергамский
Адальберт (итал. Adalberto или, как он сам подписывался Adelberto; Ольджинате — 13 ноября 935, Бергамо) — итальянский прелат, ординарий епархии Бергамо с 888 года.

## Биография
Родился в аристократической семье Де Каримало итал. De Carimalo (Caromano), владельцев одноименной местности итал. Caromano ныне в составе коммуны Ольджинате, его отцу Аттону принадлежало значительное имущество в пределах Бергамо и окрестностей, где он играл важную политическую и административную роль.
В 888 году избран епископом Бергамо.
Когда в 894 году Арнульф Каринтийский завоевал Бергамо и многие другие города в Ломбардии, причинив разрушения и массовые убийства жителей, он встретил в лице епископа своего твердого противника, что вызвало арест Адальберта, вместе главами известных городских фамилий и препровождение их в плен в Майнц.
1 января 895 года — освобожден, возвращается в Бергамо с подтверждением от короля всех предыдущих своих привилегий, приступает к масштабным работам по восстановлению города, разрушенного собора Святого Викентия, укрепляет городские стены и систему оборонительных сооружений, в том числе башню, которая по сей день носит его имя, также реставрирует дом клира при соборе Святого Викентия, который содержал церковь Святого Кассиана.

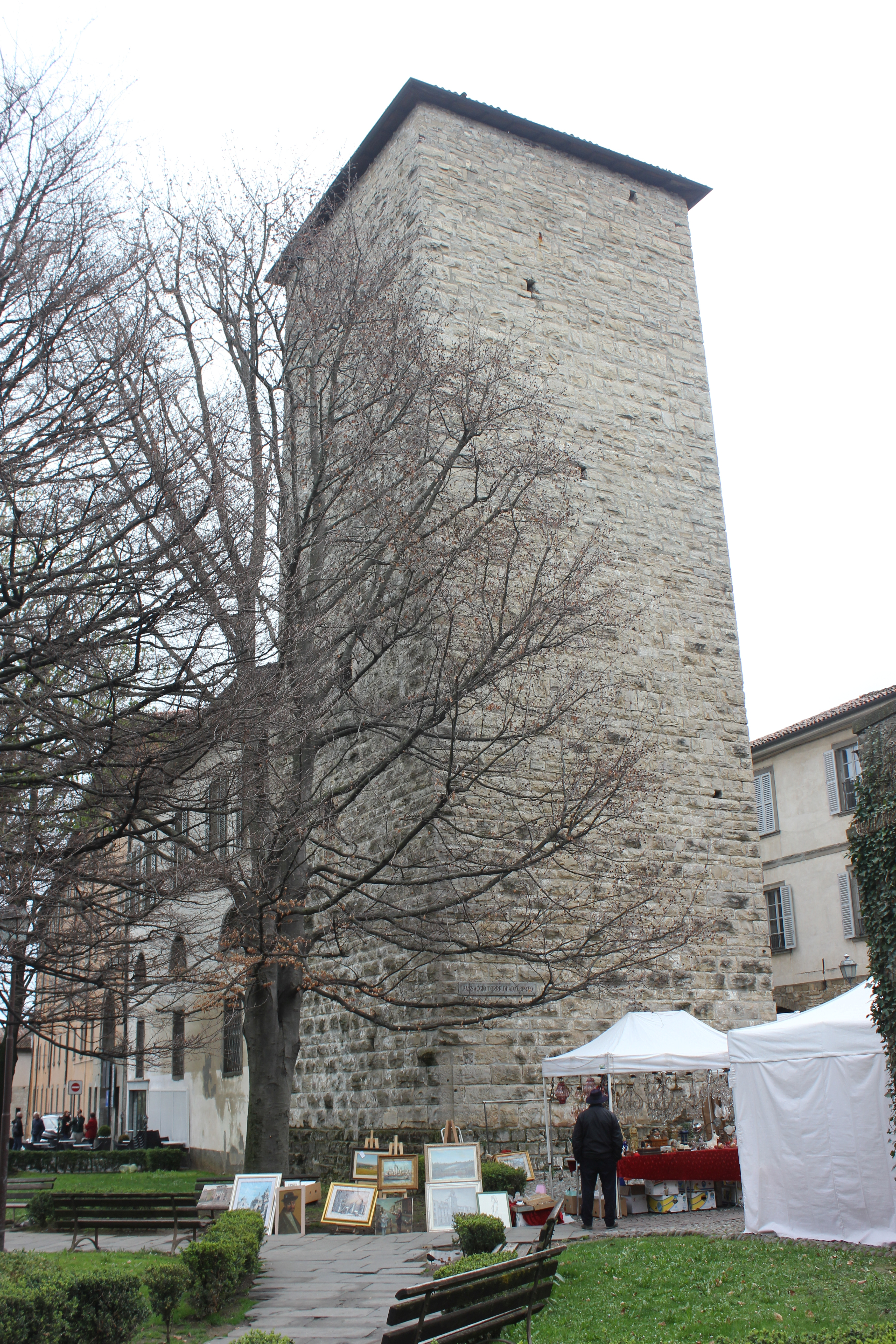
Башня Адальберта

В 897 году созывает Первый епархиальный синод, как это было предписано Собором в Осер в VI веке и создал школу для преподавания священных писаний и грамматики, занимался поиском мощей святых Александра, Нарно и Виаторе, в честь которых построил построил новые церкви, украсив и обеспечив их.
Епископу удалось пользоваться благосклонностью королей и императоров, так Беренгар I в 899 году дал ему права дохода от ежегодную ярмарки в честь Св. Александра, которое вскоре Адальберт уступил монахам. В 904 году он получил полную гражданскую и военную власть в городе.
В 911 году святитель сопровождал Людовика III в Рим на императорскую коронацию.
В 915 году граф Дидоне передал епископу во владение свою недвижимость. Из завещательного акта, составленного в 928 году, следует, что епископ был также собственником огромного имущества в районах Бергамо и Комо.
Последний документ с его подписью датирован августом 929 года это акт, составленный в Бергамо на покупку домов и земли в Агионе ди Лаццаро ди Бонате Сопра с уплатой двухсот динариев.